# 条鳅碘泡虫
条鳅碘泡虫（学名：Myxobolus nemachili）为碘泡科碘泡虫属的动物。分布于印度、俄罗斯以及湖北、四川、云南、浙江、江西、陕西等，营寄生生活，寄生在鳃（鲢、华鳈、中国结鱼、岩原鲤、金鱼）、肠（鲫、鲤、花䱻、金鱼）、胆、心、肠系膜（鲫、金鱼）、肾、膀胱（鲫、花䱻）。